# 梁德明 (香港)
梁德明（英語：Leung Tak-ming），香港政治人物，前朱凱廸新西團隊成員，前元朗區議會屏山南選區議員。2019年香港區議會選舉擊敗時任議員張木林其子、新社聯張偉琛當選。

## 從政

### 2019年區議會選舉
10月10日，梁德明以朱凱廸新西團隊及民主動力身分向選舉事務處提交提名申請，參選元朗屏山南選區。10月31日獲時任元朗民政專員、選舉主任袁嘉諾確認，成為該區2號候選人，與愛國民主派黃頌銘（Plan B）、香港工商聯會鄧龍威、新界社團聯會張偉琛角逐議席。結果梁德明以3,172票，以902票之差力壓主要對手張偉琛。
| 政党   | 政党           | 候选人    | 票数  | %     | ± |
| ------ | -------------- | --------- | ----- | ----- | - |
|        | 愛國民主派     | ①. 黃頌銘 | 18    | 0.30  |   |
|        | 朱凱迪新西團隊 | ②. 梁德明 | 3,172 | 52.96 |   |
|        | 香港工商聯會   | ③. 鄧龍威 | 529   | 8.83  |   |
|        | 新界社團聯會   | ④. 張偉琛 | 2,270 | 37.90 |   |
| 多数票 | 多数票         | 多数票    | 902   | 15.06 |   |